# 로세르바토레 로마노
《로세르바토레 로마노》(이탈리아어: L'Osservatore Romano)는 ‘로마의 논평자’라는 뜻으로 성좌의 반(半) 공식 신문이다. 이 신문에는 교황의 모든 공식적인 활동은 물론, 중요한 성직자의 사설과 교황청에서 발표한 교령의 내용을 게재한다. 인쇄 발행물에는 부수마다 발행인란 밑에 “Unicuique suum” (사람은 각자 다르다.) 와 “Non praevalebunt” (저승의 세력도 그것을 이기지 못할 것이다.) 등 두 개의 라틴어 좌우명을 첨부한다.

## 역사
《로세르바토레 로마노》의 최초 발행물은 1861년 3월 17일 이탈리아 왕국이 선포되고서 몇 달이 지난 1861년 7월 1일 로마에서 발간되었다. 신문의 원래 취지는 철저하게 그리스도교 신학 논쟁과 교황령의 입장을 알리는 것이었으며, 민간 팸플릿이란 이름으로 프랑스 가톨릭 정통주의자 모임에 자금을 충당 받는 형식을 채용하였다. 1860년 9월 8일, 교황군이 카스텔피다르도에서 패배하면서 교황의 세속 권력은 크게 약화하였다. 이에 로마의 가톨릭 지식인들은 교황 비오 9세에게 도움을 주고자 자발적으로 기부금을 바쳐 그를 격려하였다. 《로세르바토레 로마노》는 성좌의 입장을 옹호하는 내용을 매일 발행하는 방법으로 지원하였다.
1860년 7월, 내무차관 마르칸토니오 파첼리는 반 공식 회보인 《수사학》의 발행과 더불어 공식 회보인 《조르날레 디 로마》를 보충하는 계획을 세웠다. 1862년 초, 논변가 니콜라 잔키니와 저널리스트 주세페 바스티아는 파첼리의 신문에 게재할 사설 경향을 부여하였다. 1861년 6월 22일 교황에게 신문을 공식 허가해 달라고 요청하는 발표가 있었으며, 4일 후인 6월 26일 비오 9세는 표준판 《로세르바토레》를 승인하였다.
초판은 ‘로세르바토레 로마노 - 정치와 도덕의 신문’이라는 제목이 붙여졌으며, 가격은 5바이오키였다. ‘정치와 도덕의 신문’이라는 형용어는 1862년 전에 폐기된 대신에, 발행인란 밑에 두 개의 라틴어 표어가 첨부되어 오늘날까지 이르고 있다. 신문의 편집자들은 상티 아포스톨리 광장의 살비우키 인쇄소에서 처음 만났으며, 거기서 신문을 인쇄하였다. 다만, 편집부가 크로치펠리 광장에 있는 페트리 궁전에 겨우 자리를 잡아 3월 31일 그곳에서 최초의 발행물이 인쇄되었다. 그때, 신문 상단에 ‘일간신문’이라는 말이 추가되었다.
1870년 9월에 이탈리아군이 포르타 피아를 돌파하자, 《로세르바토레 로마노》는 끝까지 교황에게 복종하며 그의 지시만을 따를 것을 맹세하면서 “예수 그리스도의 지상 대리자의 유일한 보관인이자 주장자로서 변함없이 종교와 도덕의 원칙”에 언제나 충실히 지킬 것을 천명하고, 이탈리아 왕국에 반대한다는 입장을 공고히 하였다. 그로부터 머지않아, 로세르바토레 로마노는 《조르날레 디 로마》의 뒤를 이어 교황청의 공식 기관지가 되었다. 이 같은 입장은 1885년에 신문사의 소유권을 획득하여 공식적으로 소유권의 법률상 지위를 굳힌 교황 레오 13세의 재임 동안에 발전하여 확실하게 두드러졌다.

## 발행물

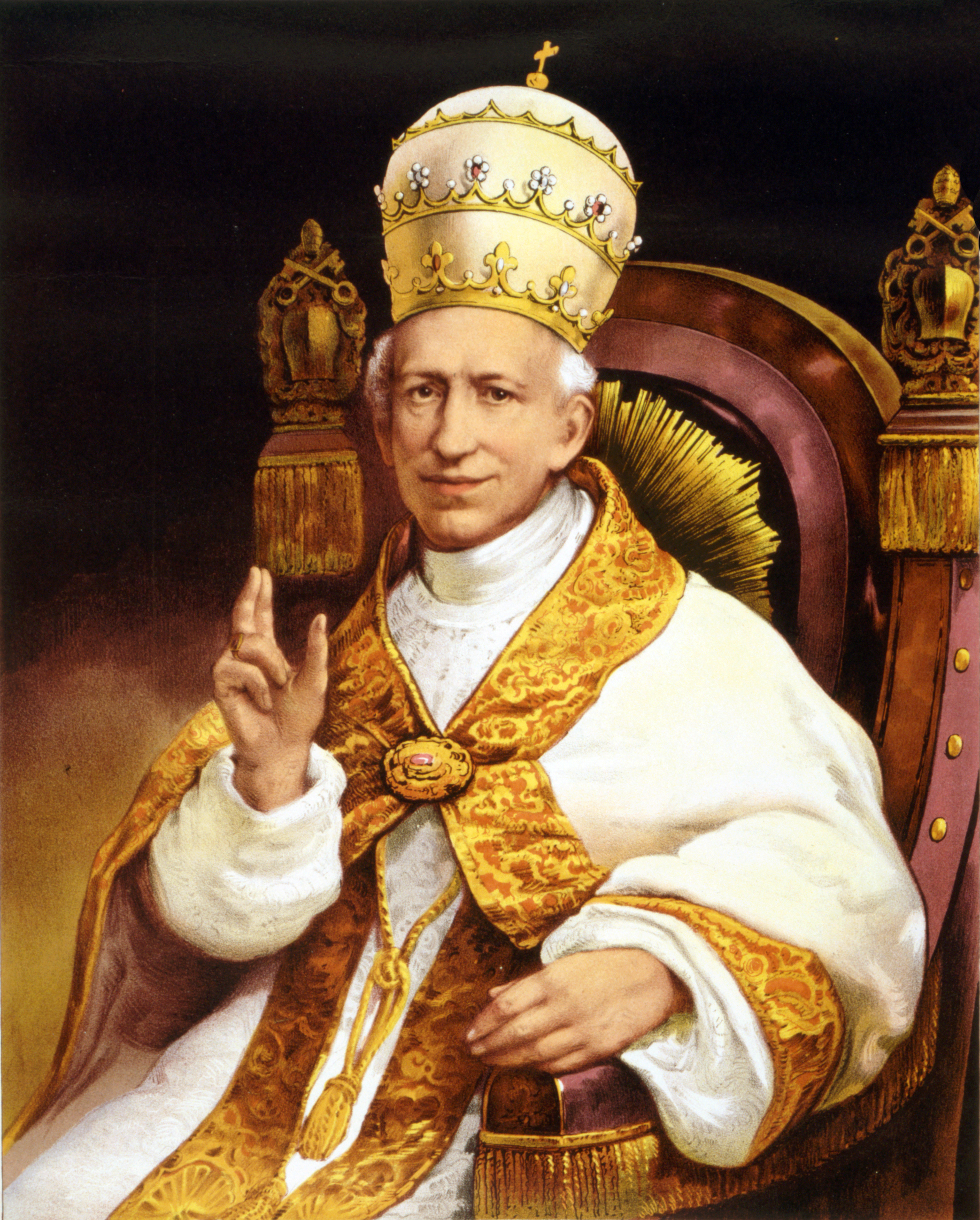
1885년 교황 레오 13세 치세에 성좌가 《로세르바토레 로마노》의 소유권을 인수함으로써, 공식 지위가 굳혀졌다.

현재 로세르바토레 로마노는 총 8개국 언어로 발행한다. 언어별로 최초로 발행한 순서대로 나열하면 아래와 같다.
- 일간신문과 주간신문 : 이탈리아어 (1861/1950)
- 주간신문 : 프랑스어 (1949)
- 주간신문 : 영어 (1968)
- 주간신문 : 스페인어 (1969)
- 주간신문 : 포르투갈어 (1970)
- 주간신문 : 독일어 (1971)
- 월간신문 : 폴란드어 (1980)
- 주간신문 : 말라얄람어 (2007)

《로세르바토레 로마노》의 이탈리아어판 일간 신문은 오후에 출판하지만, 표지에는 다음 날의 날짜가 인쇄된다. 이러한 관습 때문에 때때로 사람들은 혼란스러워한다.

## 편집자
로세르바토레의 역대 편집자는 다음과 같다.
- 니콜라 잔키니와 주세페 바스티아 (1861-1866)
- 아우구스토 바비에라 (1866-1884)
- 체사레 크리스폴티 (1884-1890)
- 조반 바티스타 카소니 (1890-1900)
- 주세페 안젤리니 (1900-1919)
- 주세페 델라 토레 디 산귀네토 (1920-1960)
- 라이몬도 만치니 (1960-1978)
- 발레리오 볼피니 (1978-1984)
- 마리오 아녜스 (1984-2007)
- 조반니 마리아 비안 (2007-현재)